# Gonioscelis genitalis
Gonioscelis genitalis là một loài ruồi trong họ Asilidae. Gonioscelis genitalis được Ricardo miêu tả năm 1925. Loài này phân bố ở vùng nhiệt đới châu Phi.